# Berlin Challenger
Il Berlin Challenger è stato un torneo professionistico di tennis giocato su campi in terra rossa. Faceva parte dell'ATP Challenger Series. Si è giocata la sola edizione del 1981, a Berlino in Germania.

## Albo d'oro

### Singolare
| Anno | Campione        | Finalista      | Punteggio |
| ---- | --------------- | -------------- | --------- |
| 1981 | Werner Zirngibl | Erick Iskersky | 6–3, 7–6  |

### Doppio
| Anno | Campioni                     | Finalisti                    | Punteggio     |
| ---- | ---------------------------- | ---------------------------- | ------------- |
| 1981 | Andreas Maurer Wolfgang Popp | Tim Garcia Fernando Maynetto | 4–6, 6–3, 6–0 |